# Les Sentiers du petit bonheur
Pour plus de détails, voir Fiche technique et Distribution.
Les Sentiers du petit bonheur est un film français réalisé par Anne Lapied et Erik Lapied, sorti en 2000.

## Synopsis
En 1910, un mariage arrangé se prépare dans le village de Marthod.

## Fiche technique
- Titre : Les Sentiers du petit bonheur
- Réalisation : Anne Lapied et Erik Lapied
- Scénario : Anne Lapied et Erik Lapied
- Musique : Sylvain Vallet
- Photographie : Erik Lapied
- Montage :
- Société de production : Ibex Productions
- Pays :  France
- Genre : comédie dramatique et historique
- Durée : 65 minutes
- Dates de sortie : 
  -  France : 5 avril 2000

## Accueil
Pour Louis Guichard de Télérama « le résultat ne dépasse pas les limites du film de promotion régionale. ». Baptiste Piégay pour les Cahiers du cinéma évoque « un film communautaire, réalisé par une communauté fière d'elle-même (tant mieux), qui tient résolument le spectateur en dehors de ses affaires. »